# ألان ستيفن جولد
ألان ستيفن جولد (بالإنجليزية: Alan Stephen Gold)‏ هو محامي وقاضي أمريكي، ولد في 1944 في ذا برونكس في الولايات المتحدة.